# شلالات برباقة
يقع شلالات برباقة في منطقة جبلية يصعب الوصول إليها بالسيارة ، في بلدة وادي الطاقة في ولاية ولاية باتنة على بعد بضعة كيلومترات من تيمقاد.

## معرض صور

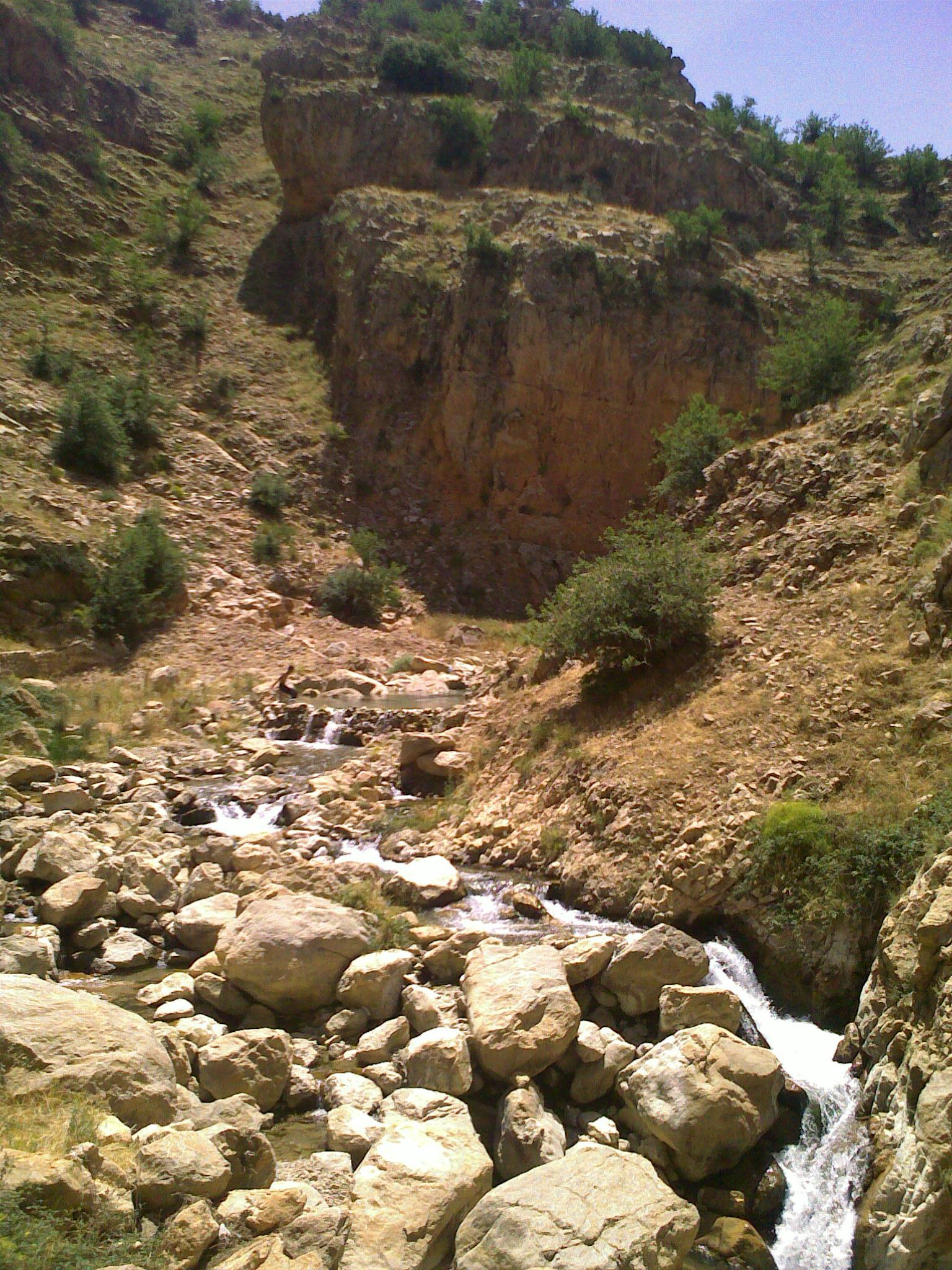
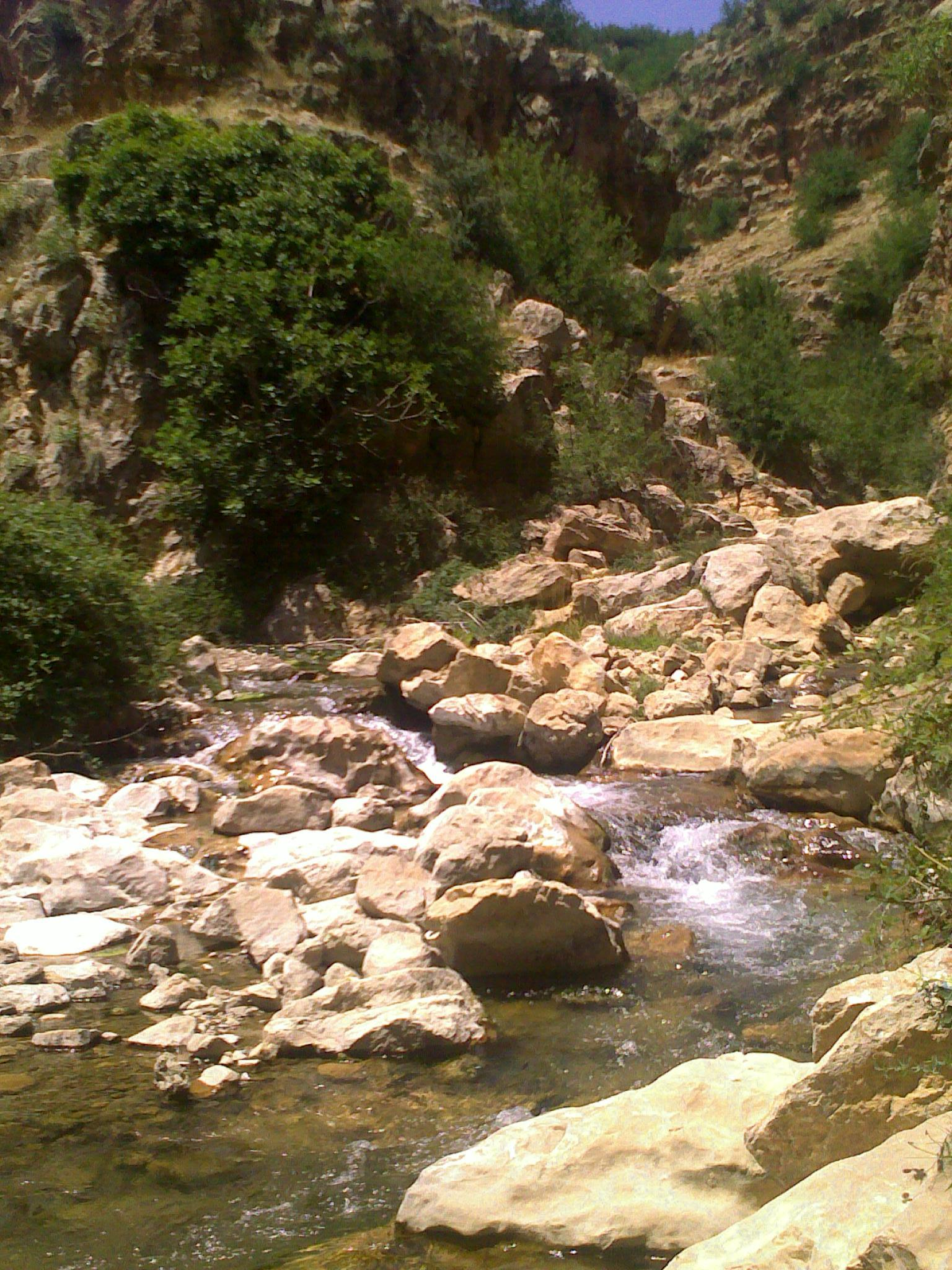